# 罗伯特·查普曼
罗伯特·克利弗·查普曼（1803年1月4日—1902年6月12日），被称为"爱的使徒"，是一位牧师、教师和 福音传教士.

## 早期
查普曼出生在丹麦赫爾辛格一个富裕的英国圣公会的商人的家庭。 幼儿时，罗伯特的母亲在家教育他。后来他在约克郡的一所寄宿学校读书。他的家庭最终返回了英格兰。
15岁时候，罗伯特搬到伦敦，开始作为一个学徒员在法律行业工作。

## 在伦敦
在1823年，罗伯特完成了他的5 年的学徒，成为一个律师。在同一年，他在伦敦的一个教堂听到的 詹姆斯·哈林顿·伊文斯传福音之后成为一个基督教。当时，他的职业生涯很成功，属灵上成长也很好。他把他的大部分空闲时间用来拜访和帮助伦敦的穷人。他对于穷人的奉献精神给他从巴恩斯特普尔来的表妹夫鲍斯利留下了深刻的印象。 正因如此，他的律师表妹夫也成为了一个基督徒，并且开始在巴恩斯特普尔的穷人中服侍.
1831年，罗伯特在假期中拜访了巴恩斯特普尔并在那里布道和帮助其它的福音工作。 回到伦敦，他开始确信他被呼召全时间服侍，他也日渐觉得，他的法律工作在某些方面不符合他的信仰。
在1832年他被邀请去在巴恩斯特普尔的Ebenezer 严格的浸信会教堂做他们的牧师。 在1832年四月，他离开利润丰厚的法律专业 ，放下社会身份，搬到偏远的巴恩斯特普尔成为牧师。

## 在巴恩斯特普尔
他接受作为一个严密的浸礼会教堂牧师的唯一的条件是，他所有讲道和行为都是根据圣经， 而不是根据任何教派的宗教或信仰。 例如交通，他认为是向所有真正相信基督人都开放，而并不仅限于那些相信并且已经受了全身洗礼的基督徒。 他对交通的意见和 安东尼·葛若弗斯的相似。
随着时间的推移，这个教会从一个 严格的浸信会变成了一个没有宗派的教会，并且和喬治·慕勒在布里斯托尔的教会很相似。 
另外，这个教会从一个人的事工慢慢变成了信徒皆祭祀的服侍方式。查普曼取消了自己的工资。很特别的是，查普曼从来没有强行推广这些改变，也没有把他的想法强加给教会。他在慢慢等待聚会中的每一个人都看到了改变的需要的时候才开始了这些改变。
查普曼慢慢成为了与喬治·慕勒，約翰·納爾遜·達秘在弟兄运动中有同样大影响力的人。他的热情、对人的关怀让他被很多人称作“爱的使徒”。例如说，为了能更好的服侍穷人，查普曼选择很节俭的生活方式，并居住在一个贫穷的区域。
1848年，在本地教会是否应该保持自己的独立性上，弟兄运动发生了巨大的分裂。查普曼和喬治·慕勒认为各个聚会应该保持自己的独立，而约翰·纳尔逊·达比和他们的的想法不同。查普曼也认为約翰·納爾遜·達秘不应该这么快就因为慕勒不在達秘和Newton的争端中表态支持達秘就把他们在布里斯托的聚会革除在交通之外. 查普曼的这些立场激怒了達秘的支持者，并让他们开始抹黑查普曼。但是達秘却说："你们不要碰那个人；我们整天谈论属天的事情，但罗伯特·查普曼却活在那里面"。
关于教会何时被提这个在弟兄运动中慢慢变得重要的问题上，查普曼持有部分灾前被提的立场。他认为一部分基督徒在大灾难之前就会被提，另一部分确实在大灾难后被提。
司布真曾经称查普曼是"我所认识的最圣洁的人"。 查普曼如此的出名，以至于一封地址仅仅写了“R.C. Chapman，爱的大学，英格兰”的信都能寄到他手中。

## 他所说过的话
- "神就是爱"(1约翰*4:16). 神的孩子要讨他的喜悦就需要像他并且"在爱中行"(弗的。 5:2).
- 谦逊是交通的秘诀，骄傲是分裂的秘诀。
- 如果我们要聪明的指出在我们的兄弟中属肉体的部分，我们必须首先像主一样，记起并赞扬神在他们中间的恩典。